# (523622) 2007 TG422
(523622) 2007 TG422 est un objet transneptunien de magnitude absolue 6,2.
Son diamètre est estimé de 150 km à 343 km, suivant son albédo; celui-ci est probablement faible puisqu'il a le spectre bleu des objets transneptuniens. Il pourrait être qualifié comme candidat au statut de planète naine.

### Autres objets circulant sur des orbites lointaines

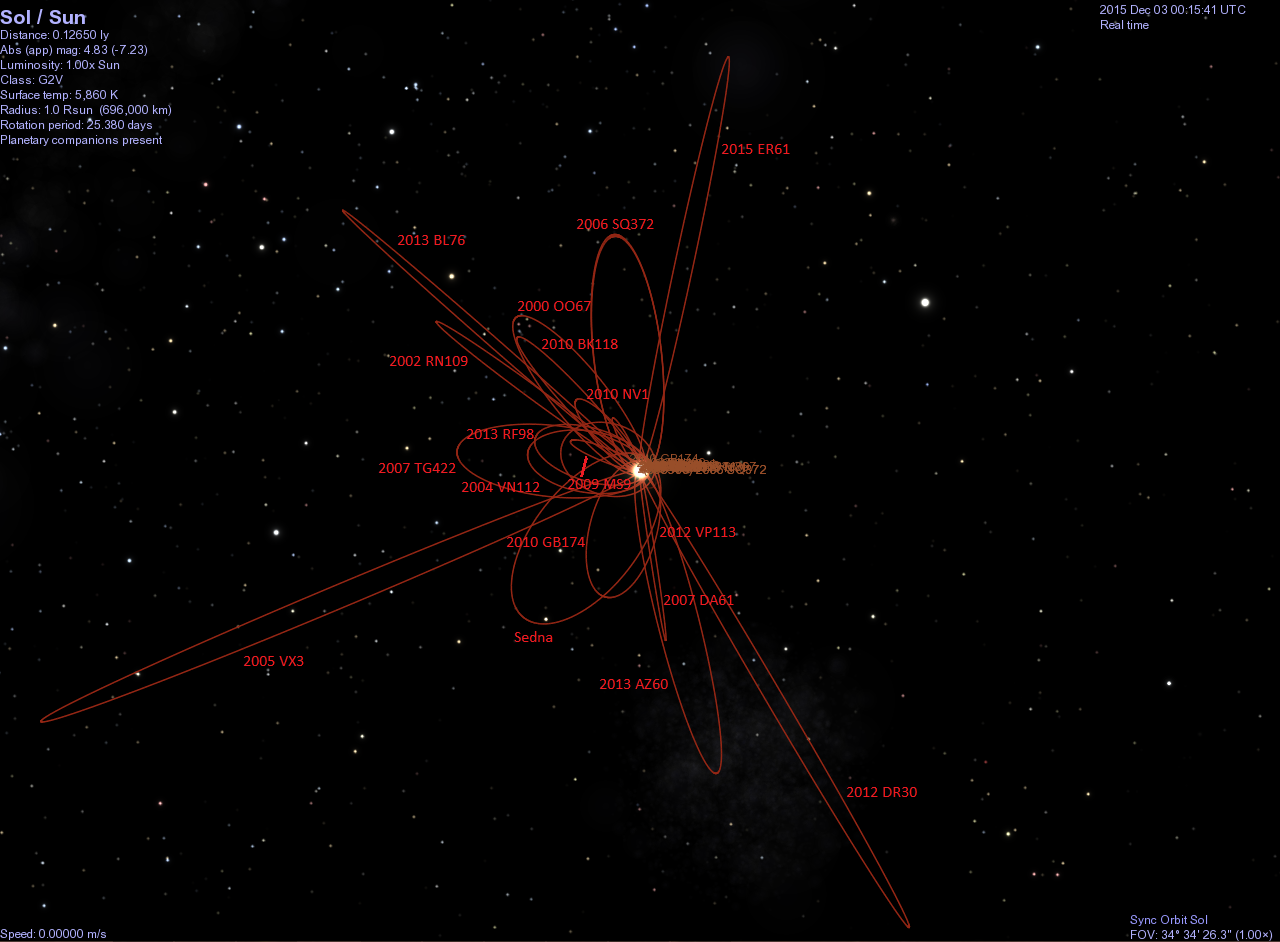
Orbite de comparée à celles d'autres objets très distants (90377) Sedna,, (orbite fausse),,,,,,,,,,,,,, 2015 ER61